# Samy Shoker
Samy Shoker est un joueur d'échecs français puis égyptien, né le 1er août 1987 à Asnières-sur-Seine. Il est affilié à la Fédération égyptienne des échecs depuis 2009.
Au 1er avril 2021, Samy Shoker est le numéro trois égyptien avec un classement Elo de 2 504 points.

## Carrière aux échecs
Né à Asnières-sur-Seine, Samy Shoker remporta le championnat de France cadets (moins de 18 ans) en 2004 à Reims. Il obtint les trois normes nécessaires pour le titre de maître international en 2006 et le classement Elo de plus de 2 400 points en 2007. Il remporta l'open de Condom en 2008. En 2009, il remporta l'Open de Vienne en Autriche avec 8 points sur 9 et une performance Elo de 2 708 points.
Grand maître international depuis 2014, il a représenté trois fois l'Égypte lors du championnat du monde d'échecs par équipes (en 2011, 2013 et 2015). Il représenta l'Égypte lors des olympiades de 2010 (il jouait au quatrième échiquier) et 2014 (4,5 points sur 9 marqués au deuxième échiquier). 
Samy Shoker participa à la coupe du monde d'échecs 2013 à Tromsø où il fut battu au premier tour par Shakhriyar Mamedyarov.
En 2014, il remporta la médaille d'or par équipe et une médaille d'or individuelle lors des jeux africains.